# 拉科 (加利福尼亞州)
拉科（英語：Raco）是位於美國加利福尼亞州弗雷斯諾縣的一個非建制地區。該地的面積和人口皆未知。

## 地理
拉科的座標為36°48′02″N 119°58′45″W / 36.80056°N 119.97917°W，而該地的平均海拔高度為82米（即269英尺）。